# 딸기콘 (농심)
딸기콘은 농심에서 1997년 10월부터 2001년 2월까지 판매된 과자이다. 과자는 콘 모양으로 딸기와 옥수수콘이 합쳐진것이었고 딸기씨까지 박혀 있었다. 그러나 판매 부진으로 2001년 2월을 끝으로 더 이상 판매되지 않고 있으며 그 당시 딸기콘과 비슷한 제품을 대체용으로 내놓았으나 역시 판매부진으로 2002년 단종되었다.